# Alfombra de Sierpinski
La alfombra de Sierpiński es un conjunto fractal descrito por primera vez por Wacław Sierpiński en 1916. Constituye una generalización en dos dimensiones del conjunto de Cantor. Comparte con él muchas propiedades: ambos son un conjunto compacto, no numerable y de medida nula. Su dimensión de Hausdorff-Besicovitch es {\displaystyle \log(8)/\log(3)\approx 1,892789...}
No debe confundirse con otras generalizaciones como el polvo de Cantor.
Es universal para todo objeto compacto del plano. Así, cualquier curva dibujada en el plano con las autointersecciones que queramos, por más complicada que sea, será homeomorfa a un subconjunto de la alfombra de Sierpinski.

## Construcción
La construcción de la alfombra de Sierpinski se define de forma recursiva:
1. Comenzamos con un cuadrado.
2. Ponemos 8 cuadrados alrededor
3. El paso anterior vuelve a aplicarse recursivamente a cada uno de los 8 cuadrados restantes.

La alfombra de Sierpinski es el límite de este proceso tras un número infinito de iteraciones.
| Construcción de la alfombra de Sierpinski: |        |        |        |        |  |
|                                            |        |        |        |        |  |
| Paso 1                                     | Paso 2 | Paso 3 | Paso 4 | Paso 5 |  |

## Propiedades
El área de la alfombra es cero (en la Medida de Lebesgue).
Prueba: Denotar como un ai al área formada después de i iteraciones. Entonces un ai + 1 = 89ai. De esa forma ai = (89)i, que tiende a 0 cuando i se acerca al infinito.
El interior de la alfombra está vacío.
Prueba: Supongamos por contradicción que hay un punto P en el interior de la alfombra. Luego hay un cuadrado centrado en P que está completamente contenido en la alfombra. Este cuadrado contiene un cuadrado más pequeño cuyas coordenadas son múltiplos de 13k para algunos k. Pero, este cuadrado debe haber sido perforado en la iteración k, por lo que no se puede contener en la alfombra, una contradicción.
La Dimensión de Hausdorff de la alfombra es log 8log 3 ≈ 1.8928.
Sierpiński demostró que su alfombra es una curva plana universal. Esto es: la alfombra de Sierpinski es un subconjunto compacto del plano con Lebesgue cubriendo la dimensión 1,  y cada subconjunto del plano con estas propiedades es homeoformo a algún subconjunto de la alfombra de Sierpinski.
Esta "universalidad" de la alfombra Sierpinski no es una propiedad universal en el sentido de la teoría de categorías: no caracteriza de manera única este espacio hasta el homeomorfismo. Por ejemplo, la unión disjunta de una alfombra Sierpinski y un círculo también es una curva plana universal. Sin embargo, en 1958 Gordon Whyburn caracterizó de manera única la alfombra Sierpinski de la siguiente manera: cualquier curva que esté conectada localmente y no tenga "puntos de corte locales" es homeomórfica para la alfombra Sierpinski. Aquí, un punto de corte local es un punto p para el cual un vecindario U de p conectado tiene la propiedad de que U − {p} no está conectado. Por ejemplo, cualquier punto del círculo es un punto de corte local.
En el mismo documento Whyburn dio otra caracterización de la alfombra Sierpinski. Recuerde que un continuo es un espacio métrico compacto no conectado. Supongamos que X es un continuo incrustado en el plano. Supongamos que su complemento en el plano tiene contablemente muchos componentes conectados C1, C2, C3, ... y supongamos:
- el diámetro de Ci  tendera a cero cuando i → ∞;
- el límite de Ci  y el límite de Cj son disjuntos si i ≠ j;
- el límite de Ci es una curva cerrada simple para cada i;
- la unión de los límites de los conjuntos Ci es denso en X.

Entonces X es homeomorfo a la alfombra Sierpinski.

## Movimiento Browniano en la alfombra Sierpinski
El tema del Movimiento browniano en la alfombra Sierpinski ha despertado interés en los últimos años. Martin Barlow y Richard Bass han demostrado que una caminata aleatoria en la alfombra Sierpinski se difunde a un ritmo más lento que una caminata aleatoria sin restricciones en el plano. Este último alcanza una distancia media proporcional a √n después de n pasos, pero la caminata aleatoria en la discreta alfombra Sierpinski alcanza solo una distancia media proporcional a {\displaystyle {\sqrt[{b}]{n}}} para algún b > 2. También mostraron que esta caminata aleatoria satisface una gran desviación con más fuertes desigualdades (llamadas "desigualdades sub-gaussianas") y que satisface la desigualdad elíptica de Harnack sin satisfacer la desigualdad parabólica. La existencia de tal ejemplo fue un problema abierto durante muchos años.

## Tamiz Wallis

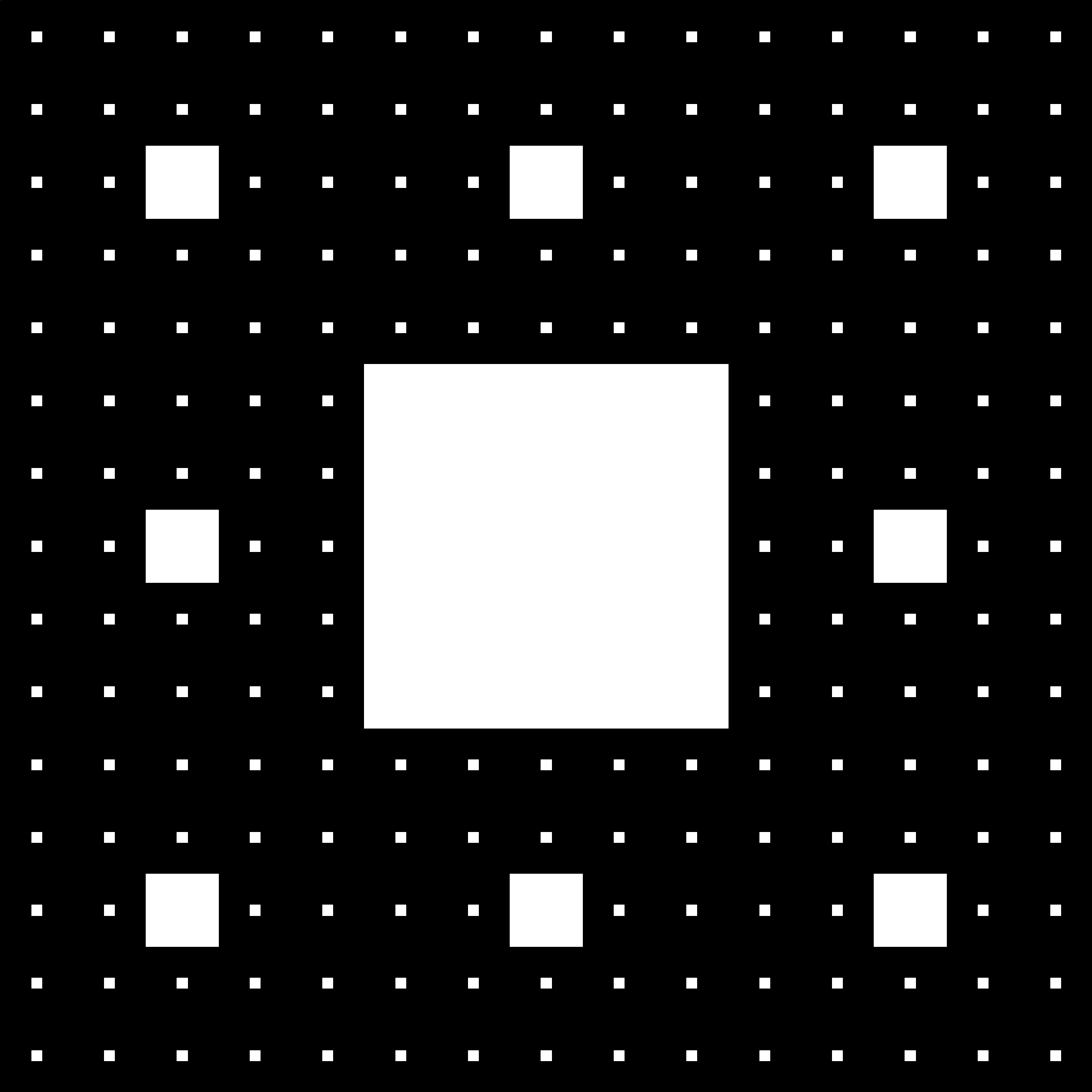
Tamiz de Wallis.

Una variación de la alfombra Sierpinski, llamada Tamiz Wallis, comienza de la misma manera, subdividiendo la unidad cuadrada en nueve cuadrados más pequeños y quitando la mitad de ellos. En el siguiente nivel de subdivisión, subdivide cada uno de los cuadrados en 25 cuadrados más pequeños y elimina el medio, y continúa en el i-ésimo paso al subdividir cada cuadrado en (2i + 1)2 cuadrados más pequeños y eliminar el medio.
Con el Producto de Wallis, el área del conjunto resultante es π4, diferencia de la alfombra Sierpinski estándar que tiene un área de limitación cero.
Sin embargo, por los resultados de Whyburn mencionados anteriormente, podemos ver que el tamiz de Wallis es homeomorfo a la alfombra Sierpinski. En particular, su interior todavía está vacío.

## Aplicaciones
Las antenas fractales de teléfonos móviles y WiFi se han producido en forma de pocas iteraciones de la alfombra Sierpinski. Debido a su autosimilitud y la invarianza de escala, se adaptan fácilmente a múltiples frecuencias. También son fáciles de fabricar y más pequeñas que las antenas convencionales de rendimiento similar, por lo que son óptimas para teléfonos móviles de bolsillo.